# Penderecki-Gletscher
Der Penderecki-Gletscher (polnisch Lodowiec Pendereckiego) ist ein Gletscher auf King George Island im Archipel der Südlichen Shetlandinseln. Auf der Krakau-Halbinsel fließt er zwischen dem Vauréal Peak und dem Harnasie Hill zur Geologists Cove, einer Nebenbucht der Admiralty Bay, wo letztere in die Bransfieldstraße übergeht.
Polnische Wissenschaftler benannten ihn 1980 nach dem polnischen Komponisten Krzysztof Penderecki (1933–2020).